# Idaea miserata
Idaea miserata är en fjärilsart som beskrevs av Otto Staudinger 1859. Idaea miserata ingår i släktet Idaea och familjen mätare. Inga underarter finns listade i Catalogue of Life.